# Kościół św. Marcina w Krzelowie
Kościół p.w. św. Marcina w Krzelowie – rzymskokatolicki kościół parafialny zlokalizowany w Krzelowie (powiat wołowski, województwo dolnośląskie).

## Historia
Po raz pierwszy wzmiankowany był już w 1220. Następnie w Liber fundationis episcopatus Wratislawiensis z 1305, oraz w dokumencie wydanym w 1376, przez kardynała Johanna z Wołowa, jest mowa o tutejszym kościele parafialnym. Krzelowski kościół posiadał bardzo duże uposażenie. Do proboszcza należała część wsi, w roku 1845 obejmująca 10 posesji. Obecny kościół zbudowany został w 1860 w modnym wówczas stylu neogotyckim, z klinkierowej cegły, do wysokości okien układanej pasami o dwóch kolorach. 

## Architektura
Budowla składa się z nawy, półokrągłego prezbiterium oraz wieży zwieńczonej blaszaną sygnaturką. 
W kościele znajdują się XVI-wieczne płyty nagrobne, przeniesione z dawnego kościoła. Teren wokół kościoła, pełniący niegdyś funkcję cmentarza, ogrodzony został ażurowym ceglanym murem.